# Edvin Wirén
Edvin Johannes Wirén, född 25 september 1885 i Askola, död 9 maj 1950 i Köpenhamn, var en finländsk präst. Han var bror till Werner Wirén.Wirén föddes i ett folkskollärarhem präglat av evangelisk åskådning. Hans föräldrar var Johannes Wirén och Maria Lovisa Gustafsson. Wirén gifte sig med Greta Johanna Sofia Lagercrantz.

## Karriär
Han avlade studentexamen 1905 och teologie examen 1908, varefter han prästvigdes 1909. Samma år påbörjade han sin tjänstgöring i Snappertuna och Borgå, och från 1911 till 1916 verkade han som pastorsadjunkt i S:ta Katarina svenska församling i Sankt Petersburg. Åren 1916–1917 tjänstgjorde han i Helsingfors. Han studerade diakoni i Skandinavien, Tyskland och Schweiz, och kom år 1917 till diakonissanstalten i Helsingfors. År 1919 blev han både dess föreståndare och kyrkoherde i Lovisa. Mellan 1926 och 1946 var han ordförande i direktionen för Helsingfors stads barnträdgårdar.
Wirén spelade en viktig roll vid tillkomsten av det svenska biskopsstiftet i Finland. Hans andaktsböcker och historiska studier, särskilt inom diakonins område, fann en vidsträckt läsekrets. År 1945 utnämndes han till teologie hedersdoktor.

## Publikationer
- Den svenska psalmdiktningen (1910)

- Jesus och ungdomen (1915)

- Från S:t Petersburgs fängelser (1917)
- På studieresa i Skandinavien (1919)
- Diakoniverksamheten (1920)
- I förgårdarna (1923–1924)
- Lina Snellman. En livsgärning (1927)
- Herrens folk och Herrens bok (1929)
- När han öppnade boken (1936)
- Raamattu elämän kirjana (1936)
- En sådd i tro och kärlek (1942)
- Från plogen till ordets tjänst (1943)
- Välsignelse (1944)
- När högtid stundar (1945)
- Ett nådens år (1946)
- I den tjänande kärlekens fotspår (1947)
- Kun sinun sanasi avautuvat (1947)
- En ny och levande väg (1948)[2]

## Referencer
1. 1 2  Erik-Amburger-Datenbank: 96318, läst: 9 oktober 2017.[källa från Wikidata]
2. 1 2  ”Wirén, Edvin Johannes”. Finlands författare 1809-1916. Helsingfors: Suomalaisen Kirjallisuuden Seura och Svenska litteratursällskapet i Finland. 1993. sid. 856–857. ISBN 951-717-714-3